# Route nationale 543
Pour les articles homonymes, voir Route 543.
La route nationale 543, ou RN 543, est depuis 2000, le numéro de la partie française de la route nationale traversant le tunnel du Fréjus.

## Ancien numéro
Auparavant, la RN543 était une route nationale reliant Sault à Septèmes-les-Vallons, au nord de Marseille.

### Histoire
La RN 543 a été créée le 1er janvier 1931 par transformation du GC 38 des Bouches-du-Rhône et du GC 62 de Vaucluse. À la suite de la réforme de 1972, elle a été déclassée le 1er mars 1974 en RD 943 en Vaucluse et le 16 mai 1981 en RD 543 dans les Bouches-du-Rhône.
Depuis, le nom de RD 943B a été donné à la rocade ouest d'Apt.

### Ancien tracé
Au départ de Sault, la RN 543 se dirige plein sud et s'élève doucement en traversant le plateau de Vaucluse. À Fontjouvale, elle pénètre dans le parc naturel régional du Luberon qu'elle traversera jusqu'au franchissement de la Durance. Après s'être dirigée vers l'est pour passer par Saint-Saturnin-lès-Apt, elle reprend sa direction méridienne, traverse le Calavon à Apt puis s'élève pour la montagne du Luberon qu'elle franchit au col du Pointu (499 m). Elle entame alors une longue descente sinueuse le long de l'Aigue Brun dans la combe de Lourmarin. À la sortie de Cadenet, elle franchit le canal de Cadenet puis la Durance et le canal EDF par le pont de Cadenet et entre alors dans les Bouches-du-Rhône. Elle franchit ensuite le canal de Provence, longe le bassin de Saint-Christophe par l'est, franchit la chaîne de la Trévaresse puis l'ancien canal du Verdon. Elle franchit la Touloubre après avoir traversé Lignane. Elle franchit la chaîne d'Éguilles dans le bourg du même nom, croise l'Arc à Saint-Pons, passe à Plan de Campagne, croise plusieurs fois la voie ferrée de la ligne Lyon-Perrache - Marseille-Saint-Charles (via Grenoble) et retrouve la RN 8 à la sortie de Septèmes-les-Vallons.

#### De Sault à Septèmes-les-Vallons (D 943 & D 543)
| Localité ou lieu-dit                                                  | PK       | Nom actuel    |
| Sault                                                                 | (km 0)   | D 943         |
| Saint-Jean de Sault, commune de Sault                                 | (km 7)   |               |
| Fontjouvale, commune de Saint-Saturnin-lès-Apt                        | (km 22)  |               |
| Saint-Saturnin-lès-Apt                                                | (km 28)  |               |
| Apt                                                                   | (km 37)  |               |
| Les Tourettes, commune d'Apt                                          | (km 42)  |               |
| Col du Pointu (499 m)                                                 | (km 49)  |               |
| Lourmarin (déviée)                                                    | (km 59)  |               |
| Cadenet                                                               | (km 63)  |               |
| Pont de Cadenet (sur la Durance) (Limite Vaucluse — Bouches-du-Rhône) | (km 66)  | D 943 / D 543 |
| Rognes                                                                | (km 72)  |               |
| Lignane, commune d'Aix-en-Provence                                    | (km 82)  |               |
| Éguilles                                                              | (km 85)  |               |
| Saint-Pons, commune d'Aix-en-Provence                                 | (km 93)  |               |
| Calas, commune de Cabriès                                             | (km 99)  |               |
| Plan de Campagne, commune des Pennes-Mirabeau                         | (km 104) |               |
| Septèmes-les-Vallons                                                  | (km 107) | D 543         |

### Place dans le réseau
La RN 543 avait une place secondaire dans le réseau des routes nationales d'avant les années 1970. Du fait de son parcours relativement court, elle ne croisait que six autres routes nationales :
- la RN 542 à Sault ;
- la RN 100 à Apt ;
- la RN 573 à Cadenet ;
- la RN 561 à pont de Cadenet ;
- la RN 7 à Lignane ;
- la RN 8 à Septèmes-les-Vallons.

### Tourisme
La RN 543 traversait le parc naturel régional du Luberon entre Fontjouvale et le pont de Cadenet. Cet itinéraire relativement peu roulant était en revanche pittoresque, en particulier à la sortie de Sault, dans la descente sur Saint-Saturnin-lès-Apt, dans les traversées du Luberon et de la chaîne de la Trévaresse, le long du bassin de Saint-Christophe et enfin entre Éguilles et Saint-Pons. Les principales attractions touristiques situées sur la route ou à très courte distance sont :
- Sault (église Notre-Dame-de-la-Tour, musée...)
- Lioux (château de Javon, ruines du château du Castellas, forêts...)
- Saint-Saturnin-lès-Apt (ruines du château, église...)
- Gargas (carrière d'ocre...)
- Apt (panorama de la chapelle de Cleymont, édifices religieux, musée, pèlerinage...)
- Buoux (ruines du fort de Buoux, château...)
- Bonnieux (édifices religieux, ruines du prieuré de Saint-Symphorien...)
- Lourmarin (château...)
- Cadenet (édifices religieux, basse vallée de la Durance...)
- La Roque-d'Anthéron (abbaye de Silvacane, château...)
- Rognes (bassin de Saint-Christophe, édifices religieux...)
- Saint-Cannat (édifices religieux...)
- Aix-en-Provence (oppidum d'Entremont, aqueduc de Roquefavour, édifices civils et religieux, châteaux, musées, thermes...)
- Éguilles (oppidum celto-ligure...)
- Cabriès (réservoir du Réaltor, plaines de l'Arbois...)
- Septèmes-les-Vallons (massif de l'Étoile...)
- Marseille (édifices civils et religieux, château d'If, musées...)